# Café Müller
Café Müller – spektakl taneczny niemieckiej choreografki Piny Bausch, stworzony dla jej teatru Tanztheater Wuppertal. Premiera odbyła się 20 maja 1978 roku w Wuppertalu. W ciągu następnych 30 lat wystawiany był m.in. w Brazylii, Chile, Argentynie, Kolumbii, Izraelu, Austrii, Francji, USA, Portugalii, Hiszpanii i Japonii.
Jako muzykę wykorzystano kompozycję Henry'ego Purcella, scenografię i kostiumy zaprojektował Rolf Borzik. Pierwotnie w przedstawieniu tańczyli Malou Airaudo, Meryl Tankard, Rolf Borzik, Dominique Mercy, Jan Minarik i sama Pina Bausch. Spektakl trwa ok. 35 minut, gra w nim 6 aktorów.
Taniec rozgrywa się w opuszczonej kawiarni (być może kantynie szpitala psychiatrycznego), pełnej krzeseł i stołów, które ograniczają ruchy tancerzy. W tej przestrzeni poruszają się z zamkniętymi oczami postacie, wpadające na porozrzucane meble i na ściany; mężczyzna o otwartych oczach próbuje usuwać te przeszkody z drogi niewidzących. Spektakl interpretowano m.in. jako opowieść o nieobecności uczuć lub spektakl o tęsknocie i samotności.
Fragment Café Müller został umieszczony na początku filmu Pedro Almodóvara Porozmawiaj z nią, fragmenty zostały też włączone do filmu dokumentalnego o Pinie Bausch – Pina Wima Wendersa.